# ISO 3166-2:EG
ISO 3166-2:EG è uno standard ISO che definisce i codici geografici delle suddivisioni dell'Egitto; è un sottogruppo dello standard ISO 3166-2.
I codici, assegnati ai 27 governatorati del paese, sono formati da EG- (sigla ISO 3166-1 alpha-2 dello Stato), seguito da due o tre lettere.

## Codici
| Codice | Governatorato  |
| ------ | -------------- |
| EG-ALX | Alessandria    |
| EG-ASN | Assuan         |
| EG-AST | Asyut          |
| EG-BA  | Mar Rosso      |
| EG-BH  | Beheira        |
| EG-BNS | Beni Suef      |
| EG-C   | Il Cairo       |
| EG-DK  | Daqahliyya     |
| EG-DT  | Damietta       |
| EG-FYM | al-Fayyum      |
| EG-GH  | Gharbiyya      |
| EG-GZ  | Giza           |
| EG-IS  | Ismailia       |
| EG-JS  | Sinai del Sud  |
| EG-KB  | al-Qalyūbiyya  |
| EG-KFS | Kafr el-Sheikh |
| EG-KN  | Qena           |
| EG-LX  | Luxor          |
| EG-MN  | Minya          |
| EG-MNF | al-Manufiyya   |
| EG-MT  | Matruh         |
| EG-PTS | Porto Said     |
| EG-SHG | Sohag          |
| EG-SHR | Sharqiyya      |
| EG-SIN | Sinai del Nord |
| EG-SUZ | Suez           |
| EG-WAD | Wadi al-Jadid  |